# Billings (Missouri)
Pour les articles homonymes, voir Billings.
Billings est une ville du comté de Christian, dans le Missouri, aux États-Unis,. Située à l'ouest du comté, elle est incorporée en 1871.

## Démographie
Lors du recensement de 2010, la ville comptait une population de 1 035 habitants. Elle est estimée, en 2017, à 1 092 habitants.

## Source de la traduction
- (en) Cet article est partiellement ou en totalité issu de l’article de Wikipédia en anglais intitulé « Billings, Missouri » (voir la liste des auteurs).